# Luigi Allemandi
Luigi Allemandi (8. listopadu 1903 San Damiano Macra, Italské království – 25. září 1978 Pietra Ligure, Itálie) byl italský fotbalový obránce.
S italskou reprezentací vyhrál MS 1934. Celkem za národní tým odehrál 24 utkání.
Stal se dvakrát mistrem Itálie, v sezóně 1925/26 s Juventusem a v ročníku 1929/30 s Ambrosianou.
Roku 1927 ho postihl korupční skandál, když přijal úplatek v Turínském derby s Turínem (který v důsledku skandálu přišel o mistrovský titul). Po roce byl však omilostněn. Šlo o první korupční skandál v historii italské kopané, v Itálii je též nazýván Caso Allemandi (Případ Allemandi).
Sezonu 1938/39 dokončil sezonu jako trenér klubu Lazio s statistikou 12 utkání (2-3-7).

## Hráčská statistika
| Sezóna  | Klub             | Liga      | Liga   | Liga | Ligové poháry | Ligové poháry | Ligové poháry | Kontinentální poháry | Kontinentální poháry | Kontinentální poháry | Celkem | Celkem |
| Sezóna  | Klub             | Soutěž    | Zápasy | Góly | Soutěž        | Zápasy        | Góly          | Soutěž               | Zápasy               | Góly                 | Zápasy | Góly   |
| ------- | ---------------- | --------- | ------ | ---- | ------------- | ------------- | ------------- | -------------------- | -------------------- | -------------------- | ------ | ------ |
| 1921/22 | Legnano          | 1. Divize | 21     | 15   | -             | 0             | 0             | -                    | 0                    | 0                    | 21     | 13     |
| 1922/23 | Legnano          | 1. Divize | 22     | 4    | -             | 0             | 0             | -                    | 0                    | 0                    | 22     | 4      |
| 1923/24 | Legnano          | 1. Divize | 21     | 4    | -             | 0             | 0             | -                    | 0                    | 0                    | 21     | 4      |
| 1924/25 | Legnano          | 1. Divize | 21     | 1    | -             | 0             | 0             | -                    | 0                    | 0                    | 21     | 1      |
| 1925/26 | Juventus         | 1. Divize | 17     | 0    | -             | 0             | 0             | -                    | 0                    | 0                    | 17     | 0      |
| 1926/27 | Juventus         | 1. Divize | 20     | 0    | -             | 0             | 0             | -                    | 0                    | 0                    | 20     | 0      |
| 1927/28 | Ambrosiana-Inter | 1. Divize | 10     | 0    | -             | 0             | 0             | -                    | 0                    | 0                    | 10     | 0      |
| 1928/29 | Ambrosiana-Inter | 1. Divize | 27     | 0    | -             | 0             | 0             | -                    | 0                    | 0                    | 27     | 0      |
| 1929/30 | Ambrosiana-Inter | Serie A   | 29     | 0    | -             | 0             | 0             | -                    | 0                    | 0                    | 29     | 0      |
| 1930/31 | Ambrosiana-Inter | Serie A   | 28     | 0    | -             | 0             | 0             | -                    | 0                    | 0                    | 28     | 0      |
| 1931/32 | Ambrosiana-Inter | Serie A   | 26     | 0    | -             | 0             | 0             | -                    | 0                    | 0                    | 26     | 0      |
| 1932/33 | Ambrosiana-Inter | Serie A   | 33     | 0    | -             | 0             | 0             | -                    | 0                    | 0                    | 33     | 0      |
| 1933/34 | Ambrosiana-Inter | Serie A   | 30     | 0    | -             | 0             | 0             | -                    | 0                    | 0                    | 30     | 0      |
| 1934/35 | Ambrosiana-Inter | Serie A   | 10     | 0    | -             | 0             | 0             | -                    | 0                    | 0                    | 10     | 0      |
| 1935/36 | Řím              | Serie A   | 27     | 0    | -             | 0             | 0             | -                    | 0                    | 0                    | 29     | 0      |
| 1936/37 | Řím              | Serie A   | 23     | 1    | -             | 0             | 0             | -                    | 0                    | 0                    | 23     | 1      |
| 1937/38 | Benátky          | Serie B   | 23     | 0    | -             | 0             | 0             | -                    | 0                    | 0                    | 23     | 0      |
| 1938/39 | Lazio            | Serie A   | 2      | 0    | -             | 0             | 0             | -                    | 0                    | 0                    | 2      | 0      |
| Celkově | Celkově          | Celkově   | 380    | 23   | -             | 0             | 0             | -                    | 0                    | 0                    | 380    | 23     |

## Úspěchy

### Klubové
- 2× vítěz italské ligy (1925/26, 1929/30)

### Reprezentační
- 1x na MS (1934 – zlato)
- 4x na MP (1927–1930 – zlato, 1931–1932 – stříbro, 1933–1935 – zlato, 1936–1938)